# Antoine Pérel
Antoine Pérel, né le 9 avril 1986 à Béthune (Pas-de-Calais), est un athlète et triathlète handisport.

## Biographie
Antoine Pérel est atteint d'une dystrophie congénitale des cônes depuis ses 9 ans. Il pratique d'abord l'athlétisme handisport, participant notamment au saut en longueur aux Jeux paralympiques d'été de 2008 à Pékin.
Il pratique ensuite le paratriathlon et participe aux Jeux paralympiques de 2020 à Tokyo.
Il est sacré champion d'Europe de paratriathlon en catégorie PTVI en 2023 à Madrid.
Il remporte la médaille de bronze en catégorie PTVI aux Jeux paralympiques de 2024 à Paris. Il était accompagné de son guide Yohan Le Berre.

## Palmarès

### Triathlon
Le tableau présente les résultats les plus significatifs (podium) obtenus sur le circuit national et international de paratriathlon depuis 2017.
| Année | Compétition                                      | Pays                | Position           | Temps           |
| ----- | ------------------------------------------------ | ------------------- | ------------------ | --------------- |
| 2024  | Jeux paralympiques PTVI                          | France              | Médaille de bronze | 1 h 0 min 5 s   |
| 2023  | Championnats du monde de paratriathlon PTVI      | Espagne             | Médaille de bronze | 59 min 1 s      |
| 2023  | Championnats d'Europe de paratriathlon PTVI      | Espagne             | Médaille d'or      | 54 min 2 s      |
| 2022  | Championnats du monde de paratriathlon PTVI      | Émirats arabes unis | Médaille de bronze | 1 h 1 min 17 s  |
| 2019  | Championnats d'Europe de paratriathlon PTVI      | Espagne             | Médaille de bronze | 1 h 4 min 20 s  |
| 2018  | Championnat de France de paratriathlon PTVI      | France              | Médaille d'argent  | 1 h 6 min 18 s  |
| 2017  | Championnats du monde de paratriathlon PTVI Open | Pays-Bas            | Médaille d'or      | 1 h 13 min 55 s |
| 2017  | Championnat de France de paratriathlon PTVI      | France              | Médaille d'argent  | 1 h 8 min 57 s  |

### Athlétisme
| Année | Compétition                                                                | Pays   | Position           | Temps       |
| ----- | -------------------------------------------------------------------------- | ------ | ------------------ | ----------- |
| 2013  | Championnats du monde d'athlétisme handisport 2013 - Relais 4x100 m T11-13 | France | Médaille de bronze | 44 min 70 s |

## Décorations
- Chevalier de l'ordre national du Mérite (2024)[4]